# Київ-Арена
Київ-Арена' — одна з основних спортивних арен, де мав проходити чемпіонат Європи з баскетболу ЄВРО-2015.
Комплекс буде придатним не тільки для баскетболу. Так, арена здатна буде приймати хокейні поєдинки, вечори боксу, концерти і ряд інших заходів. Будівництво розпочато в травні 2013, введення об'єкта в експлуатацію було заплановане на січень 2015 року. Проте через військовий конфлікт на Донбасі чемпіонат було перенесено у Францію.

## Основні параметри
Площа — 46 916 квадратних метрів;
Поверховість — 6 + 1 підземний поверх;
Кількість посадочних місць:
— баскетбол — 17 402 (з них 165 місць для інвалідів);
— хокей — 15 339 (133 місця для інвалідів);
— концерти — 20 000.
Час, необхідний для трансформації арени з одного формату в іншій — 12 годин;
Кількість VIP-лож — 61;
Роздягальні для спортсменів і артистів — 1918 квадратних метрів;
Прес-центр — 292 кв. метрів;
Кількість ресторанів і кафе — 36;
Парковка — 4 000 машиномісць;

### Додаткова інфраструктура
— фітнес-зал — 4 000 кв. метрів;
— мокра зона (басейн 25 метрів, лазня, сауна, СПА) — 780 кв. метрів;
Інвестиції в будівництво — $ 134 млн.